# مسجد کربلائی محمد هاشم
مسجدکربلائی محمد هاشم مربوط به دوره پهلوی دوم است و در شهرستان خاتم، بخش مروست، دهستان هرابرجان، روستای ترکان واقع شده و این اثر در تاریخ ۱۲ دی ۱۳۸۶ با شمارهٔ ثبت ۲۰۴۷۰ به‌عنوان یکی از آثار ملی ایران به ثبت رسیده است.